# Kielsonde

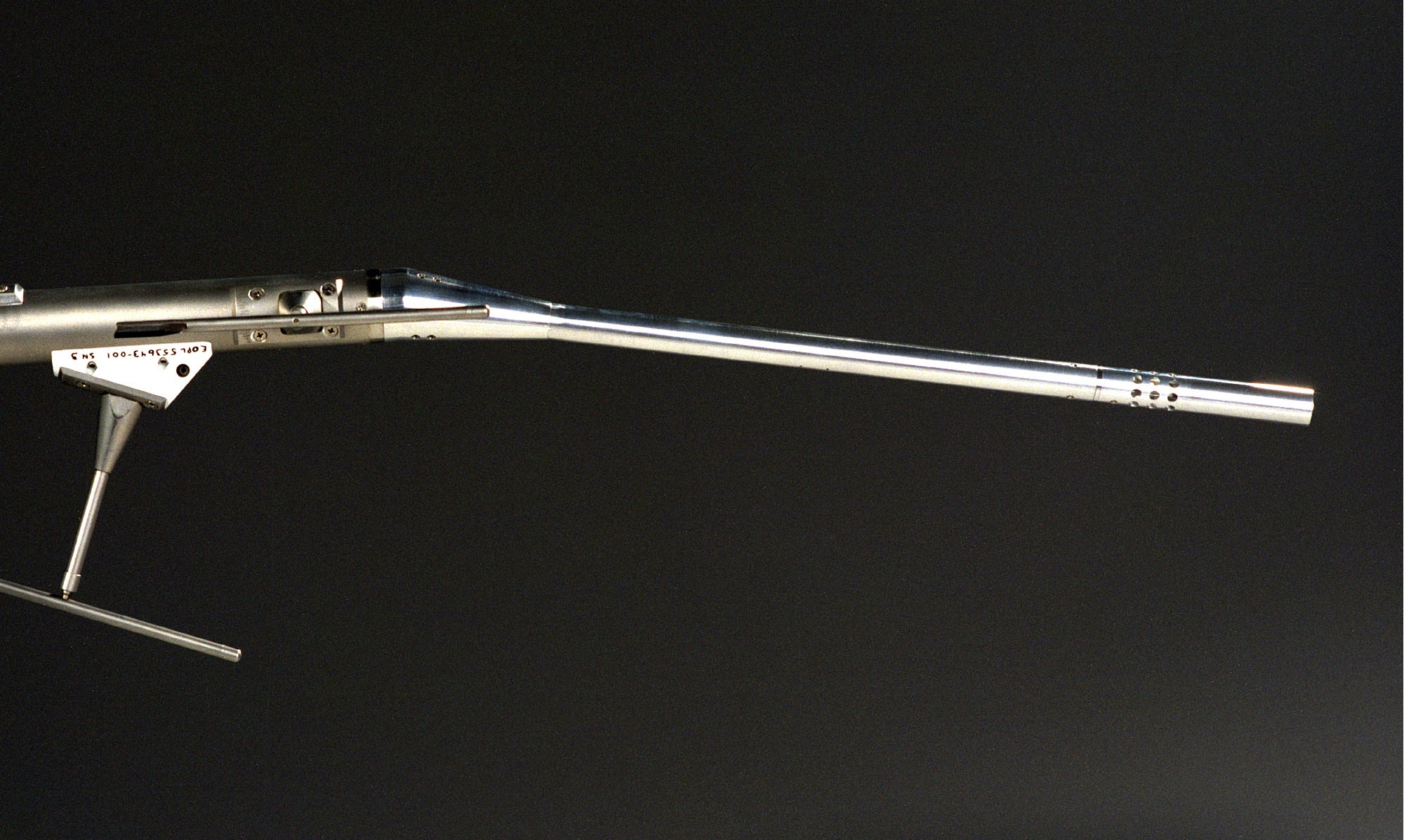
Kielsonde des Experimentalflugzeugs Rockwell-MBB X-31 in Seitenansicht

Die Kielsonde, auch Kielsches Rohr genannt, ist eine Weiterentwicklung des Pitotrohres und nach seinem Erfinder Georg Kiel benannt. Sie dient der Messung des Totaldrucks in bewegten Strömungen und hat gegenüber dem normalen Pitotrohr den Vorteil, dass sie eine geringere Sensitivität bezüglich des Anströmwinkels aufweist.

## Aufbau und Funktionsweise

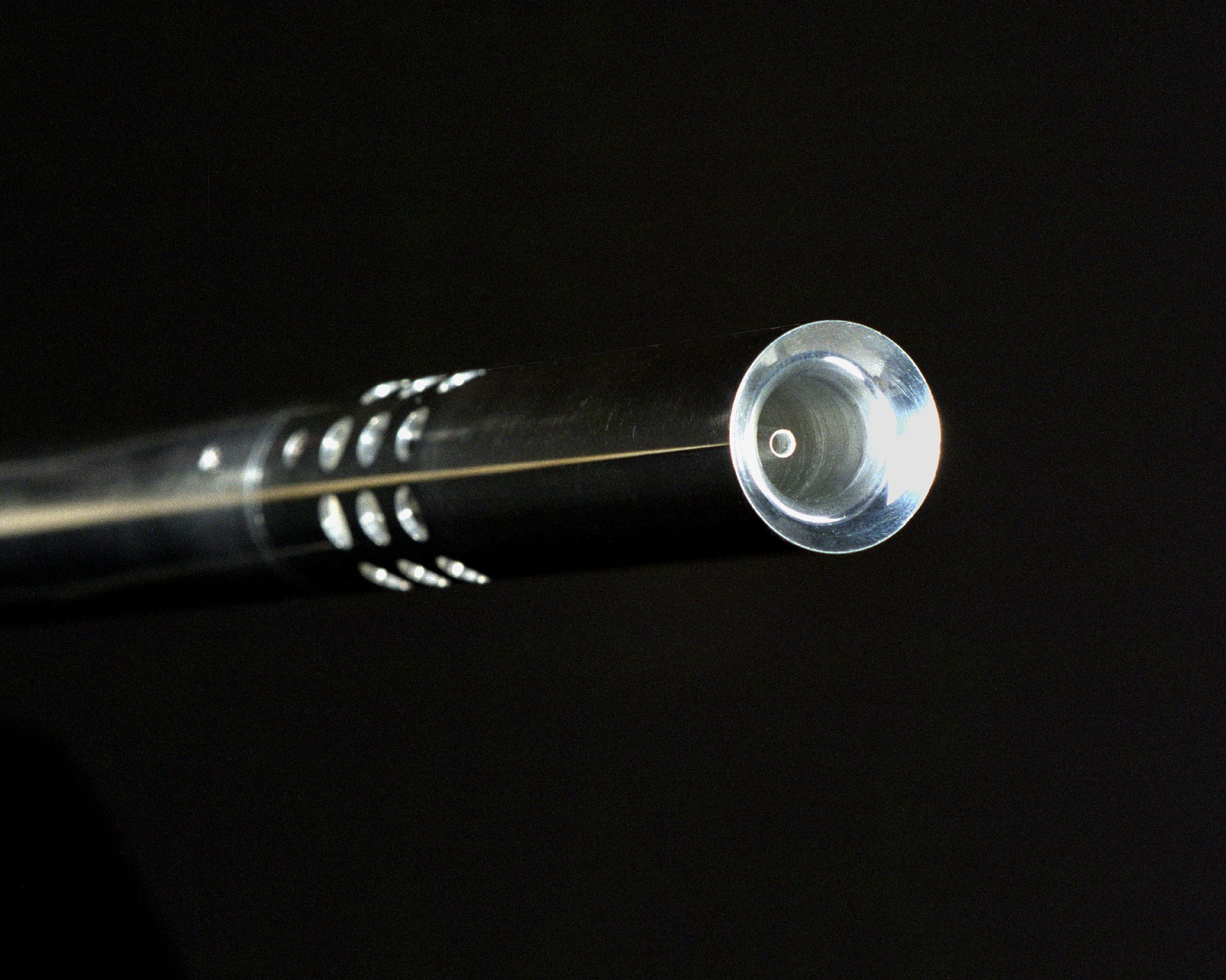
Einsicht in die Sonde von schräg vorne. Etwas zurückgesetzt im Innern der Venturidüse ist die schmale Eintrittsöffnung des Pitotrohres zu erkennen.

Die Kielsonde besteht im Wesentlichen aus einer Venturidüse, in deren Inneren sich eine Pitotsonde befindet. Die Venturidüse lenkt dabei die Strömung in Axialrichtung um und sorgt somit für eine konstantere Anströmung der Pitotsonde. Wesentlich für die Güte der Messanordnung ist die Geometrie des Einlaufs. Neben Rundungsradius des Einlaufs, Rampenwinkel und Durchmesserverhältnis der Venturidüse spielt auch die Position der Pitotsonde in Axialrichtung eine wesentliche Rolle für die Sensitivität bezüglich des Anströmwinkels. Machzahl-abhängig werden gute Messergebnisse bis zu Anströmwinkeln über 60° relativ zur Symmetrieachse erreicht.

## Verwendung

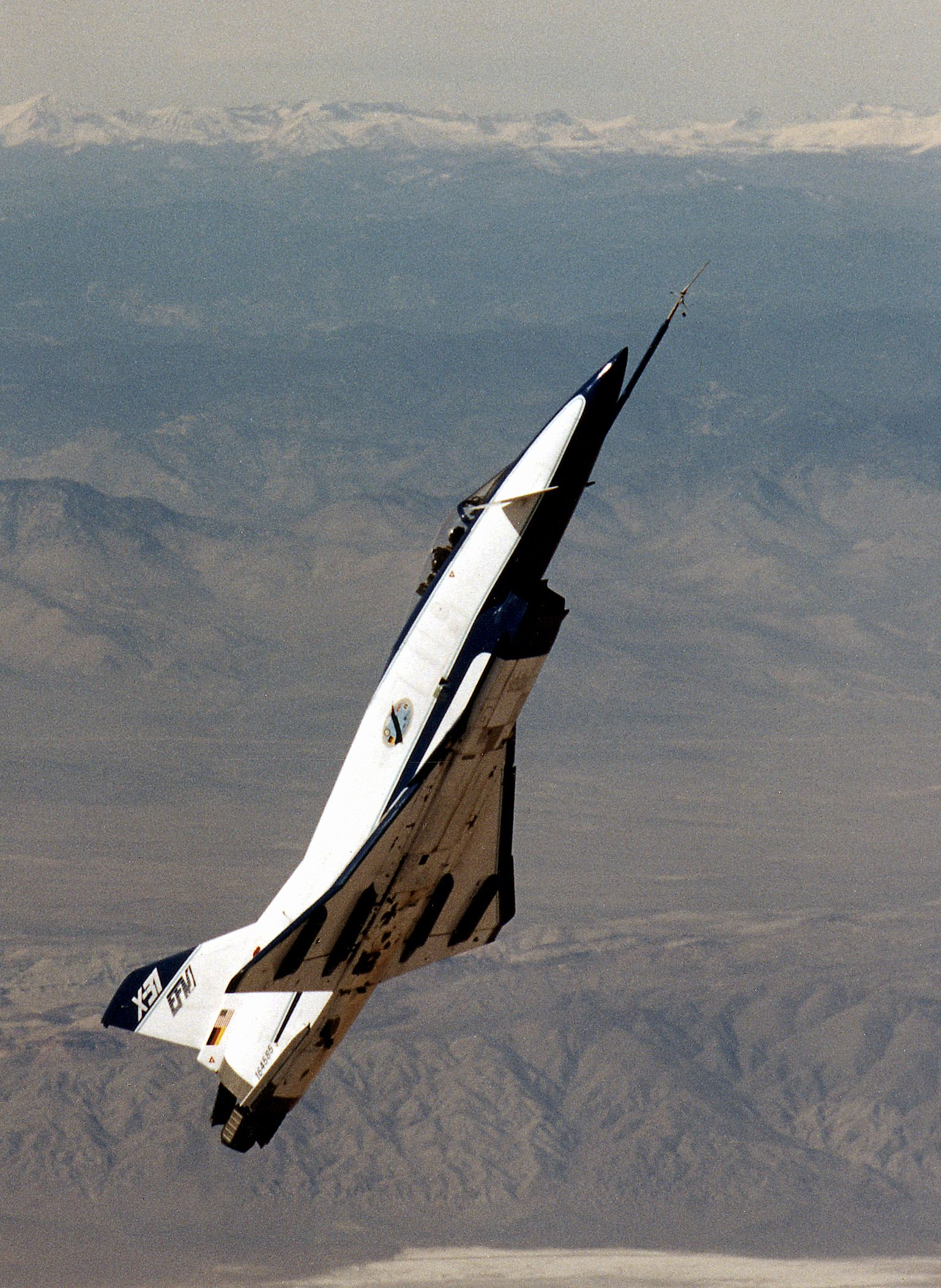
Steigflug mit großen Anstellwinkel. Die an der Spitze des Nasenmastes montierte Kielsonde ist, hell abgesetzt, im Bild rechts oben zu sehen.

Kielsonden kommen überall dort zum Einsatz, wo der Totaldruck bei stark variierender Anströmrichtung bestimmt werden soll. Insbesondere bei modernen Kampfflugzeugen, die mit immer höheren Anstellwinkeln fliegen, sind zur Geschwindigkeitsbestimmung präzise Totaldruckmessungen nötig, auch bei hohen Anstellwinkeln. Ein bekanntes Flugzeugmodell, das eine Kielsonde verwendet, ist die Rockwell-MBB X-31 – ein Experimentalflugzeug, das unter anderem der Erforschung des Flugverhaltens bei hohen Anstellwinkeln diente. Auch bei der Flugerprobung sowie bei Hubschraubern, wo große Richtungsänderungen der Strömung auftreten können, kommen Kielsonden zum Einsatz. Auch in dem Sensorpaket HASI der Raumsonde Huygens, die auf dem Saturnmond Titan landete, war eine Kielsonde für wissenschaftliche Messungen während des Abstiegs durch die Atmosphäre enthalten.

## Alternativen
Neben der aerodynamischen Gestaltung der Messstelle bestehen weitere Möglichkeiten, Totaldrücke in Strömungen mit stark schwankenden Richtungen zu messen. Einerseits gibt es Systeme, die mehrere Messpunkte mit unterschiedlicher Ausrichtung aufweisen. Die Ergebnisse der einzelnen Messstellen werden ausgewertet und anschließend eine Gesamtlösung bestimmt. Andererseits kommen auch nachgeführte Systeme zum Einsatz, bei denen die Pitotsonde mittels einer Windfahne nach der Strömung ausgerichtet wird. Letzteres System wurde beim Eurofighter realisiert.